# Termékvisszahívás
Termékvisszahívásra akkor kerül sor, ha a kockázatot jelentő termék már a vásárlónál van. A visszahívásnál nehézséget jelent a vásárlók elérése, értesítése. Nem azonos a forgalomból való kivonással, amely azt a folyamatot jelenti, amelynek során a vevőkhöz még el nem jutott termékeket vonják ki pl. az élelmiszerláncból.
Amennyiben a vásárló kifogásolható termékkel találkozik, ezt a tényt érdemes jelezni az érintett vállalkozásnak (általában a vásárlás helyén), valamint bejelenteni az élelmiszerlánc-felügyeleti hatóságnak. Ez lehetővé teszi, hogy az érintett vállalkozás megtehesse a szükséges intézkedéseket (termékvisszahívás, forgalomból történő kivonás) és a nem megfelelő termék kikerülhessen az élelmiszerláncból (megsemmisítés, más, nem élelmiszer/takarmány célú felhasználás).
A tudatos vásárló tisztában van azzal, hogy az érintett vállalkozások által közzétett, önellenőrzésből eredő termékvisszahívások az érintett vállalkozás pozitív megítélését segítik.
A támogató hatóság segíti a vállalkozásokat a termékvisszahívásban (útmutató), megosztja a szükséges és hiteles információkat a nagyközönséggel. Amennyiben nem megfelelő a vállalkozói intézkedés, akkor a törvény erejével kikényszeríti azt.
Magyarországon a NÉBIH honlapján folyamatosan részletes információt közöl a visszahívások dátumáról, az érintett termék nevéről és a problémák lényegéről.